# 谢德安
谢德安（1957年12月—），河南省驻马店市西平县杨庄乡人，中华人民共和国政治人物。

## 生平
早年参加中国人民解放军，后进入郑州大学法律系学习；1984年7月调入河南省高级人民法院，先后任河南省高级人民法院研究室副主任、主任、政治部主任职位，2003年9月，担任河南省高级人民法院副院长；为官越权拉帮结派，曾当众跟高院院长张立勇拍桌子。2015年5月26日，河南省十二届人大常委会第十四次会议通过免去谢德安的河南省高级人民法院副院长、审判委员会委员、审判员职务。